# Wâldrock

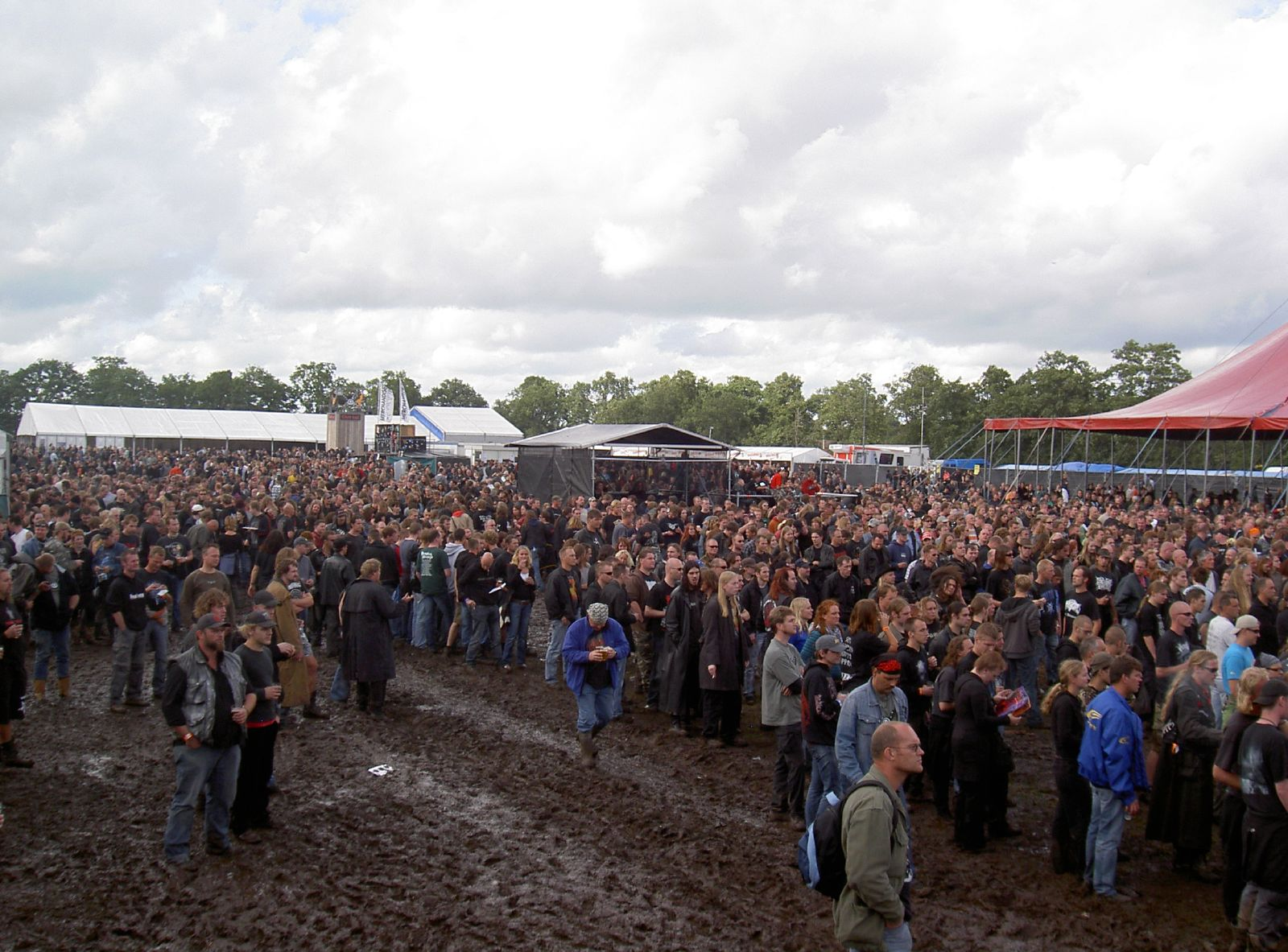
Wâldrock (2004)

Wâldrock was een Nederlands eendaags muziekfestival, dat van 1988 tot 2009 ieder jaar werd gehouden op een terrein tussen Bergum (Burgum) en Hardegarijp (Hurdegaryp), Friesland. De line-up bestond vanaf 1991 vooral uit metalbands, hardrockbands en gothicbands. Onder andere Iron Maiden, Rammstein, Slayer, Motörhead en Opeth traden op Wâldrock op. Elk jaar opende een Friese band het festival. Wâldrock werd georganiseerd door vrijwilligers.

## Geschiedenis

### Van "doorsnee"-festival naar metal
Wâldrock werd opgericht door Kees Koudstaal, Rinto Bekkema en Willem de Vries. De eerste drie jaren (1988, 1989 en 1990) was het festival nog een 'doorsnee' muziekfestival met bands als Claw Boys Claw, de Nits en Fatal Flowers. Het bezoekersaantal lag in die jaren op zo'n 1.500 mensen.
Toen in 1990 het bezoekersaantal niet langer steeg maar zelfs iets daalde werd de koers gewijzigd. Wâldrock 1991 werd het keerpunt in de programmering van het festival: Wâldrock werd onder aanvoering van onder anderen Jaring de Groot een metalfestival. Voor de editie van dat jaar werden onder meer Sepultura en Mucky Pup gecontracteerd. Deze verandering was een gouden greep: het aantal bezoekers steeg van 1.400 in 1990 naar ongeveer 3.000 in 1991. De organisatie besloot de stevige lijn door te zetten. In de jaren daarop groeide het festival naar een kleine 5.000 bezoekers in 1995. In die jaren verschenen bands als Napalm Death, The Gathering, Morbid Angel, Venom, Bad Religion en GWAR op het podium.

### Doorbraak
In 1996 maakte het festival wederom een grote stap. Het bezoekersaantal verdubbelde naar zo'n 10.000 mensen. Voor een groot deel was dit recordaantal bezoekers te danken aan de line-up, met grote namen als Slayer, Ministry, Fear Factory en Type O Negative. Een jaar later werd bevestigd dat Wâldrock een bekende naam is in de festivalwereld. Met een ietwat mindere line-up dan in 1996 trok het festival toch weer 7500 bezoekers. Ook in 1998, 1999 en 2000 bezochten 7500 muziek liefhebbers het festival. Publiekstrekkers waren toen onder meer Dream Theater, Soulfly, Paradise Lost, Sepultura en Mercyful Fate, The Kovenant, Nashville Pussy, Motorhead en Machine Head.

### Meerdere podia
Wâldrock 2002 kende wederom een wijziging: er werd een tweede podium toegevoegd. Met de komst van dit (kleinere) podium ontstond de mogelijkheid om het programma te verbreden. Dat betekende, dat er dat jaar vijftien bands op Wâldrock speelden, waaronder Within Temptation, Tristania, Alec Empire, Kreator en Agnostic Front. De reden voor de komst van het tweede podium lag in de omstandigheid dat het al een aantal jaren steeds moeilijker was om echt grote namen naar Burgum te halen. Oorzaak hiervoor was deels dat de grote bands steeds duurder werden, maar ook de toenemende concurrentie in de festivalwereld had daarmee te maken. Tussen grote festivals in binnen- en buitenland en met name Ozzfest (over de wereld trekkend metalfestival met grote bands) bleef Wâldrock nog steeds een relatief klein festival, met een daarbij passend kleiner budget voor bands. De 2007 editie kende zelfs drie podia. Voor het festival had dit verder geen grote gevolgen. Het maximale bezoekersaantal bleef 12.000 mensen en het bleef daarmee een relatief kleinschalige gebeurtenis.

### Einde
Als gevolg van onder meer een verslechterde concurrentiepositie tegenover grote buitenlandse meerdaagse festivals als Graspop en Wacken Open Air besloot het bestuur van Wâldrock er in 2009 een punt achter te zetten. Ook de mindere bereikbaarheid van het festivalterrein speelde daarbij een rol.

## Optredende bands van 1988 tot 2009
| jaar | bands |
| ---- | --- |
| 1988 | Doede Bleeker, Restless, Brimstone, De Dijk, Kobus gaat naar Appelscha, Claw Boys Claw en Nits |
| 1989 | Pigmeat, The Amp, Livin' Blues, Weekend at Waikiki, No Exqse, Fatal Flowers en Claw Boys Claw |
| 1990 | Reboelje, Jewel, Gringos Locos, Strawelte, Bad to the Bone, Tröckener Kecks, Kristi Rose and the Midnight Walkers en Pigmeat |
| 1991 | Glasnost, Skyclad, Incursion Dementa, Heathen, Scat Opera, Mucky Pup, Candlemass, Sacred Reich en Sepultura |
| 1992 | Dust Devil, Messiah, Killer, Xentrix, Pestilence, Nuclear Assault, Paradise Lost en Morbid Angel |
| 1993 | Megakronkel, Psychotic Waltz, The Gathering, Sevent Sign, Lawnmower Deth, Deicide, Toy Dolls, Voivod, Bad Religion en Death |
| 1994 | Omission, Anathema, Skintrade, Gorefest, NOFX, Napalm Death, Sick of It All, Obituary en Gwar |
| 1995 | Ancestral Sin, Madball, My Dying Bride, Pro-Pain, Benediction, Sick of It All, Machine Head en Venom |
| 1996 | Hideous Sun Demons, Morbid Angel, Gorefest, Madball, Downset, Life of Agony, Type O Negative. Fear Factory , Slayer en Ministry |
| 1997 | Cone, Lagwagon, Grip Inc., Napalm Death, Cradle of Filth, Biohazard, The Gathering, Rammstein en Megadeth |
| 1998 | Pro-Pain, Dimmu Borgir, Obituary, Two, Soulfly, Paradise Lost en Dream Theater |
| 1999 | My Minds Mine, Deviate, Urban Dance Squad, Altar, In Flames, HammerFall, Immortal, Mercyful Fate, S.O.D. en Sepultura |
| 2000 | Artvist, Cro-Mags, Demons & Wizards, The Kovenant, Machine Head, Madball, Marduk, Motörhead, Nashville Pussy, Slayer |
| 2001 | Apocalyptica, Biohazard, Dark Funeral, Deftones, Devin Townsend, Fantômas, Macabre, Opeth, Saxon, Spirit 84, Suicidal Tendencies |
| 2002 | After Forever, Agnostic Front, Akercocke, Arch Enemy, Autumn, D.R.I., Destroyer 666, Alec Empire, Hypocrisy, Kreator, Motörhead, Overkill, Room No. 13, Tristania, Within Temptation |
| 2003 | Annihilator, Anthrax, Blood for Blood, Clawfinger, Devoted to Hate, HIM, Iron Maiden, Katafalk, Lacuna Coil, Madball, Murderdolls, Peter Pan Speedrock, Sepultura, Stratovarius, Type O Negative |
| 2004 | Cannibal Corpse, Cradle of Filth, Exodus, Fear Factory, Finntroll, Hatebreed, Monster Magnet, Moonspell, Mortuary IOD, My Dying Bride, Nevermore, Testament, Transport League, Twisted Sister, Within Temptation |
| 2005 | Accept, Cephalic Carnage, Dimmu Borgir, DIO, Entombed, Epica, Icepick, Life of Agony, Mastodon, Megadeth, Meshuggah, Metal Church, Scarve, Soilwork, Strapping Young Lad |
| 2006 | After Forever, Alice in Chains, Bloodsimple, Born from Pain, DevilDriver, Helloween, Kamelot, Motörhead, Nile, Shaboon, Soulfly, Stone Sour, Stream of Passion (Arjen Lucassen a.k.a. Ayreon), Trivium, Y&T |
| 2007 | Testament, Dead Horse Running, Within Temptation, Moonspell, Celtic Frost, Dropkick Murphys, Vader, Aborted, Osdorp Posse & Laberinto, Gorerotted, Terror, Meshuggah, One Bullet Left, Moonsorrow, M.A.N, Obituary, Autumn, Monolith Deathcult, Marduk en Destruction (de laatste band verving W.A.S.P., die wegens familieomstandigheden niet kon komen spelen.) |
| 2008 | 1349, Alchemist, Biohazard, Death Angel, Death by Stereo, Forbidden, Greyline, Hail of Bullets, Helmet, Hollenthon, Life of Agony, Lordi, Morbid Angel, My Dying Bride, Pagan's Mind, Queensrÿche, Rose Tattoo, Edge of Serenity, Slayer, Strawelte en Symphony X                                                                                                 |
| 2009 | Existence Denied, Disintegrate, Blind Sight, Bring Me the Horizon, Carcass, Delain, DragonForce, Epica, Heaven & Hell, Killswitch Engage, Motörhead, Papa Roach, Pilgrimz, Trivium, Wolves in the Throne Room, Voivod, Legion of the Damned, Napalm Death |